# Саша (поэма)
«Саша» — поэма Н. А. Некрасова. Повествует о годах взросления (от 16 до 19 лет) девушки Саши, дочери степных помещиков.
Главными героями являются Саша и Лев Алексеевич Агарин.

## История создания
Под текстом поэмы Некрасов в своих изданиях выставлял дату написания 1852—1855. Однако из письма Некрасова к И. С. Тургеневу можно сделать вывод что к 1854 году это было лишь «начало рассказа в стихах». Основная работа над поэмой шла между летом 1854 года и концом 1855 года, причем основная часть работы приходится на весну 1855 года. 1852 год является по видимому годом замысла поэмы.

## Сюжет и структура поэмы
Поэма состоит из четырех частей, первая часть является лирическим вступлением, в последующих трех развивается сюжет.Повествование ведется от лица рассказчика, который в то же время косвенно участвует в событиях поэмы. «Рассказчик» по сюжету является соседом семьи главных героев, не видевшим их довольно продолжительное время.

### Часть первая
Лирическое вступление от лица рассказчика метафорически повествует о возвращении поэта к родине. В самом конце первой части обозначается начало сюжета и трое из четырех основных героев поэмы, пожилые родители, отец и мать, и их молодая дочь, Саша. В их дом приезжает погостить «рассказчик» поэмы.

### Часть вторая
«Рассказчик» застает Сашу в возрасте 16 лет, но попутно описываются и более ранние годы Саши, её детство. Так же во второй части родители впервые рассуждают о том что их дочь уже подросла и возможно скоро подойдет пора когда она станет невестой.

### Часть третья
В начале третьей части упоминается о том что «рассказчик» опять покидал на продолжительное время дом гостеприимных хозяев, и вот он приехал к ним вновь. За время его отсутствия произошли важные события, о которых рассказывают родители Саши. В соседнее поместье за время отсутствия рассказчика два раза приезжал его хозяин, Лев Алексеевич Агарин, четвертый основной герой поэмы.
В свой первый приезд он стал часто бывать у Саши, у неё зародились к нему первые чувства. Агарин читал Саше различные книги, они рассуждали вдвоем об изменении мира в лучшую сторону. Агарин при этом считает себя человеком, которому «напророчена великая доля». Затем Агарин уезжает из своего поместья. Первое время после его отъезда Саша тоскует, но её предыдущие беседы с Агариным подталкивают Сашу на внутренние изменения, она начинает и словом и делом помогать малоимущим людям.
Затем Агарин приезжает снова (всё это за время отсутствия «рассказчика»). Саше во второй приезд Агарина уже 19 лет, она расцвела. Саша при первой встрече бросается рассказывать Агарину обо всем, что она читала, и обо всем, что она сделала доброго и хорошего, но тут же обнаруживает, что Агарин за небольшой период превратился в явного циника. Для Саши это его перерождение становится ударом. Меж тем Агарин присылает Саше письмо с предложением руки и сердца. Она отвергает его предложение, продолжая при этом тосковать по Агарину.
В конце третьей части родители обращаются к «рассказчику» с просьбой дать своё мнение что же за человек Агарин.

### Часть четвертая
В четвертой части «рассказчик» дает характеристику Агарину, как человеку который следует без разбора за модными учениями и тенденциями, при этом «освобожден» от земных трудов материальным благосостоянием нажитым его родителями, и при этом во всех своих неудачах винит окружающий мир. Таким образом «рассказчиком» объясняется быстрое озлобление и перерождение Агарина в циника.
Рассказчик рад тому что Саша почувствовала что с таким человеком все таки не будет личного счастья. Однако рассказчик признает что в свой первый приезд, в свой «доциничный» период Агарин посеял, хотя того или нет, благодатные зерна в душе Саши, и окрепнув после первой «бури» Саша расцветет ещё сильнее и краше.